# Artiom Dolgopiat
Artiom Olegovich Dolgopiat (en hebreo: ארטיום אולגוביץ' דולגופיאט‎, en ucraniano: Артём Олегович Долгопят; Dnipró, Ucrania, 16 de junio de 1997) es un deportista israelí que compite en gimnasia artística, especialista en la prueba de suelo.
Participó en dos Juegos Olímpicos de Verano, obteniendo dos medallas, oro en Tokio 2020 y plata en París 2024, en su especialidad.
Ganó tres medallas en el Campeonato Mundial de Gimnasia Artística entre los años 2017 y 2023, y siete medallas en el Campeonato Europeo de Gimnasia Artística entre los años 2018 y 2024.

## Palmarés internacional
| Juegos Olímpicos   | Juegos Olímpicos      | Juegos Olímpicos  | Juegos Olímpicos |
| Año                | Lugar                 | Medalla           | Prueba           |
| ------------------ | --------------------- | ----------------- | ---------------- |
| 2020               | Tokio (Japón)         | Medalla de oro    | Suelo            |
| 2024               | París (Francia)       | Medalla de plata  | Suelo            |
| Campeonato Mundial |                       |                   |                  |
| Año                | Lugar                 | Medalla           | Prueba           |
| 2017               | Montreal (Canadá)     | Medalla de plata  | Suelo            |
| 2019               | Stuttgart (Alemania)  | Medalla de plata  | Suelo            |
| 2023               | Amberes (Bélgica)     | Medalla de oro    | Suelo            |
| Campeonato Europeo |                       |                   |                  |
| Año                | Lugar                 | Medalla           | Prueba           |
| 2018               | Glasgow (Reino Unido) | Medalla de plata  | Suelo            |
| 2019               | Szczecin (Polonia)    | Medalla de plata  | Suelo            |
| 2020               | Mersin (Turquía)      | Medalla de oro    | Suelo            |
| 2020               | Mersin (Turquía)      | Medalla de bronce | Salto de potro   |
| 2022               | Múnich (Alemania)     | Medalla de oro    | Suelo            |
| 2023               | Antalya (Turquía)     | Medalla de plata  | Suelo            |
| 2024               | Rímini (Italia)       | Medalla de plata  | Suelo            |